# Post 24/7

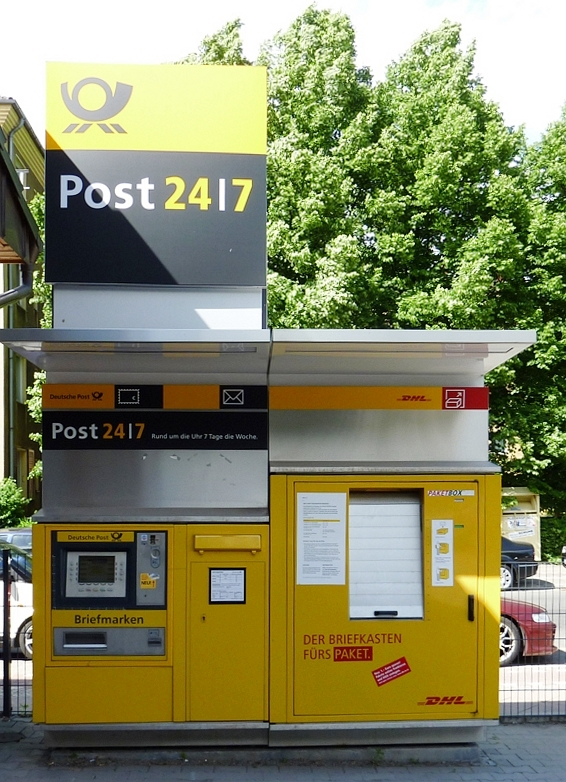
Post 24/7-Basisstation

Post 24/7 war ein Pilotprojekt, das im Dezember 2007 von der Deutschen Post AG gestartet wurde. Es umfasste je nach Ausstattung bestimmte Stadtmöbel und Selbstbedienungsautomaten der Deutschen Post, DHL und der Deutschen Postbank an über 50 Standorten in Bonn und Berlin.
In der Basisvariante (siehe Bild) umfasste Post 24/7 einen Briefkasten, einen Briefmarkenautomaten und eine Paketbox. In der größten Variante waren dies ein Briefkasten, ein Briefmarkenautomat, eine Packstation und ein Geldautomat.

## Ähnliche Objekte
- Die Briefstation war ein Pilotprojekt der Deutschen Post AG zwischen 2005 und 2009.
- Die 2021 eingeführte Poststation von DHL umfasst Packstation, Briefkasten und Briefmarkenautomat.